# Альбин (Иркутская область)
Альбин (бур. Альбан) — деревня в Тулунском районе Иркутской области России. Входит в состав Октябрьского муниципального образования.

## География
Находится примерно в 51 км к северо-востоку от районного центра — города Тулун.

## Топонимика
Название Альбин, вероятно, происходит от монгольского альбин — бес, злой дух или бурятского альбан — волшебник, чародей. По народному поверью альбины представляли собой одноруких и одноногих духов, которые сцеплялись между собой, образуя человекоподобное существо.

## Население
| 2002 | 2010 | 2011 | 2012 |
| ---- | ---- | ---- | ---- |
| 44   | ↘36  | →36  | ↗43  |

По данным Всероссийской переписи, в 2010 году в деревне проживало 36 человек (20 мужчин и 16 женщин). На август 2017 года в деревне насчитывается 14 домов, 44 жителя, 20 из которых — дети.